# Йозеф Штангль
Йозеф Штангль (нім. Josef Stangl [ˈʃtaŋl̩]; 12 серпня 1907, Кронах, Німецька імперія, ФРН — 8 квітня 1979, Швайнфурт) — римо-католицький єпископ Вюрцбурга.

## Біографія
Штангль народився в сім'ї юриста Косми Штангля та його дружини Маргарити (уродженої Шойберт), у нього було п'ять братів і сестер. Під час Першої світової війни, в якій його батько брав участь як офіцер у званні майора, відвідував сільську школу в Гайденгаймі, а з 1916 року навчався в середній школі в Бамберзі. Через погане транспортне сполучення Штангль жив у будинку при церкві в католицькій школі-інтернаті Aufseesianum у Бамберзі.
З 1921 року він відвідував гімназію Königlich Neue Gymnasium у Вюрцбурзі, де закінчив середню школу в 1925 році. Він жив у церковному гуртожитку, заснованому у 1908 році як студентська семінарія, та названому на честь Фердинанда фон Шлера.
У шкільні роки у Вюрцбурзі Штангль був членом католицької молодіжної організації Bund New Germany. Здобувши атестат зрілості у квітні 1925 року, Штангль вирішив стати священником. Після семестру в Мюнхенському університеті почав вивчати філософію та теологію у Вюрцбурзі та в 1926 році вступив до духовної семінарії.

### До посвяти в єпископи
Штангль став священником 16 березня 1930 року у Вюрцбурзі. Після цього він працював у приходах у Тюнгерсгаймі та Ашаффенбурзі. З 1 вересня 1934 року він був учителем релігії в Institut der Englischen Fräulein у Вюрцбурзі, поки школа не була закрита націонал-соціалістами у 1938 році. З 1938 до 1943 року він був молодим священником у Вюрцбурзі.
Інші професійні посади Штангля: священник у Карлштадті (1943—1947), вчитель і керівник семінарів у педагогічному інституті у Вюрцбурзі (1947—1952). 1 жовтня 1956 року його було призначено керівником духовної семінарії.
27 червня 1957 року папа Пій XII призначив його єпископом Вюрцбурзьким.

### Посвята в єпископи
На конференції німецьких єпископів основною функцією Штангля була функція радника у справах молоді з 1961 до 1970 року. З 1960 року він також був членом папського секретаріату зі сприяння християнській єдності («Секретаріат єдності») та національним президентом папської організації Catholica Unio, яка підтримувала діалог зі східними церквами. Найважливішим внеском Штангля була сенсаційна промова на раді щодо єврейської декларації. Він також виступав на церемонії відкриття нової синагоги, яка була побудована євреями та християнами разом у Вюрцбурзі з 1967 по 1970 рік, де він ще раз наголосив, що будь-які форми дискримінації та антисемітизму заборонені.
8 листопада 1963 року Штангль відкрив 14-денну місію у Вюрцбурзі, в якій взяли участь 17 парафій Вюрцбурга та їхні проповідники.
28 травня 1977 року Йозеф провів хіротонію Йозефа Ратцінгера, згодом Бенедикта XVI.

### Герб

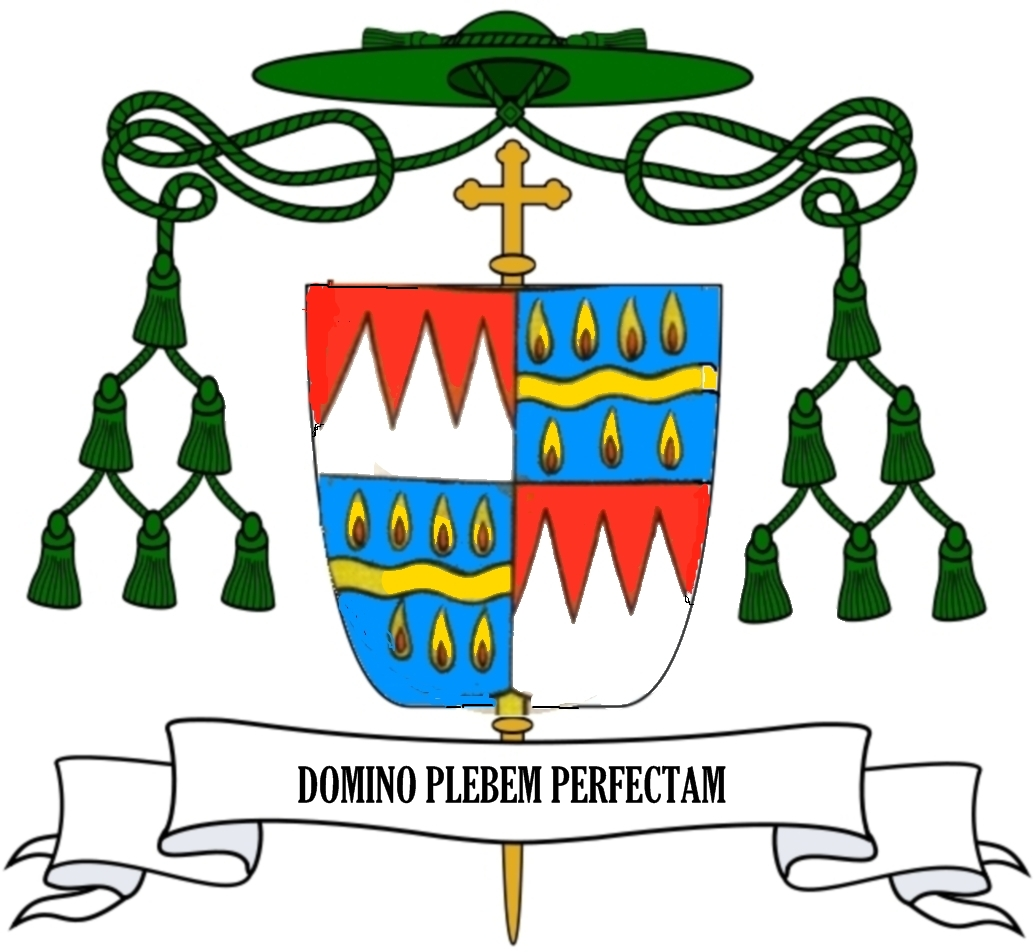
Герб Йозефа Штангля

На гербі на полях 1 та 4 зображені три срібні загострення на червоному полі — Франконські граблі — вони означають єпископство Вюрцбурга. На полях 2 та 3 на синьому полі зображено сім вогняних язиків, чотири вгорі та три під золотою поперечною річкою. Це символ води, полум'я, і семи дарів Святого Духа та семи Таїнств.
Його девіз «Domino plebem perfectam» (Готових людей спорядити для Господа) взятого з Євангеліє від Луки 1:17.

### «Екзорцизм у Клінгенберзі»
У вересні 1975 року Йозеф, спільно з єзуїтом Адольфом Родевіком, схвалив священникам (Адольф Ренц) проведення обрядів екзорцизму над Аннелізою Міхель, у якої було діагностовано скроневу епілепсію, і наказав тримати обряди в таємниці. Обряди тривали протягом 10 місяців. У липні 1976 року Міхель померла від виснаження та зневоднення, викликаних її тривалою відмовою від їжі та води.

### Премія єпископа Штангля
Премія єпископа Штангля присуджується щорічно з 2011 року та кожні два роки з 2013 року фондом «Молодь — це майбутнє» BDKJ (Bund der Deutschen Katholischen Jugend) у Вюрцбурзі.
8 січня 1979 року Штангль відмовився від посади єпископа Вюрцбурзького та помер у Швайнфурті у квітні 1979 року.

### Відзнаки[10]
- 15 грудня 1959 Баварський орден «За заслуги»
- 1974 Орден «За заслуги перед Федеративною Республікою Німеччина»